# سمكة كونمينغ الفنغجياوية
سمكة كونمينغ الفنغجياوية (الاسم العلمي:†Myllokunmingia fengjiaoa) هي نوع منقرض من اللافكيات تتبع جنس سمكة كونمينغ من فصيلة سمك كونمينغ.